# Anne Fletting
Anne Fletting (født 25. juli 1960) er en dansk skuespillerinde. 
Hun er uddannet fra Odense Teater i 1983 og har været engageret på en lang række teatre i hele landet bl.a. Odense Teater, Aalborg Teater, Amagerscenen, Gladsaxe Teater og Det Kongelige Teater.

## Karriere
Hun havde sin filmdebut med filmen Pas på ryggen, professor fra 1977. I Dansen med Regitze fra 1989 spillede hun en ung pige på et værtshus. Hun har desuden medvirket i små roller i TV-serierne Bryggeren fra 1996 og Ved Stillebækken fra 1999. 
Endelig har hun instrueret egne forestillinger samt været medinstruktør på forskellige teaterstykker. Fletting har bl.a. undervist i drama og improvisation på Statens Teaterskole, Gøglerskolen og Krogerup Højskole. Derudover underviser hun elever privat. Hun er gift med Henning Sprogøe - søn af Ove Sprogøe.

## Filmografi
- Pas på ryggen, professor – 1977
- Een gang strømer – 1987
- Dansen med Regitze – 1989
- Bryggeren – 1996-1997
- Ved Stillebækken – 1999-2000
- Efter brylluppet – 2006